# Quentin Jauregui
Quentin Jauregui (Cambrai, 22 aprile 1994) è un ciclista su strada francese che corre per il team amatoriale VC Amateur Saint-Quentin.
Professionista dal 2015 al 2022, ha vinto un Grand Prix de la Somme e ottenuto diversi podi in gare di Coppa di Francia.

## Palmarès

### Strada
- 2012 (Juniores)

1ª tappa Grand Prix Général Patton (Ettelbruck > Troisvierges)
Classifica generale Grand Prix Général Patton
3ª tappa Liège-La Gleize (La Gleize > La Gleize)
- 2014 (Roubaix-Lille Métropole, una vittoria)

1ª tappa Rhône-Alpes Isère Tour (Eclose-Badinières > Meyrié)
- 2015 (AG2R La Mondiale, una vittoria)

Grand Prix de la Somme
- 2022 (B&B Hotels-KTM, una vittoria)

2ª tappa Alpes Isère Tour (Les Abrets-en-Dauphiné > Saint-Quentin-Fallavier)

#### Altri successi
- 2012 (Juniores)

Classifica a punti Grand Prix Général Patton
2ª tappa, 1ª semitappa Liège-La Gleize (Thimister > Thimister, cronosquadre)
- 2016 (AG2R La Mondiale)

Classifica scalatori Route du Sud
- 2024 (VC Amateur Saint-Quentin)

Callenelle - Café Chez Eliane
Grand Prix de Sin-le-Noble

### Ciclocross
- 2010-2011

FIDEA Cyclo-cross Tervuren (Tervuren), Juniores
- 2011-2012

Challenge La France Cycliste Besançon (Besançon), Juniores
Campionati francesi , Juniores

## Piazzamenti

### Grandi Giri
- Giro d'Italia

2017: 90º
2018: 48º
- Vuelta a España

2016: 95º
2019: 81º
2020: ritirato (11ª tappa)

### Classiche monumento
- Milano-Sanremo

2017: 99º
- Giro delle Fiandre

2015: ritirato
2022: 80º
- Parigi-Roubaix

2015: 123º
2021: ritirato
2022: ritirato
- Liegi-Bastogne-Liegi

2017: 147º
2020: 48º

### Competizioni mondiali
- Campionati del mondo su strada

Limburgo 2012 - In linea Juniores: 46º
Ponferrada 2014 - In linea Under-23: 69º
- Campionati del mondo di ciclocross

Koksijde 2012 - Juniores: 3º

### Competizioni europee
- Campionati europei su strada

Goes 2012 - In linea Juniores: 51º
Nyon 2014 - In linea Under-23: 47º
- Campionati europei di ciclocross

Frankfurt 2010 - Juniores: 3º
Lucca 2011 - Juniores: 2º
Ipswich 2012 - Under-23: 13º